# 福井市歌
「福井市歌」（ふくいしか）は、昭和初期に福井市が制定した市歌である。作詞・一力強、作曲・山田耕筰。

## 解説
1933年（昭和8年）に福井市役所の3代目庁舎が竣工したことを記念し、大阪毎日新聞（現・毎日新聞大阪本社）福井支局の後援を受けて歌詞の一般公募を実施した。
入選者は敦賀郵便局郵便課書記の職に在った一力強（1905年 - 1971年）で、制定時の市街が繊維産業の集積地として賑わっていた様子を取り上げた歌詞が特徴とされている。作曲は依頼により山田耕筰が手掛けており、1935年（昭和10年）1月4日に福井市公会堂で初演奏が行われた。当時の大月斎庵市長は市歌制定について
| 「 | わが福井市は今や人絹景気の波に乗ってまさに旭日昇天の感があるにもかかわらず、市歌がなかったことは誠に遺憾。（中略）歌詞は過去、現在、未来にわたって明朗しかも荘重で、永久に市歌として七万市民とともに賛美したい | 」 |

と謝辞を述べている。
しかし、戦前に制定された自治体歌の多くがそうであった例に洩れず「福井市歌」も戦後は公的に演奏される機会が無くなり、1988年（昭和63年）には市制100周年を記念して新たにダ・カーポが歌唱する「わたしのまち ときめきのまち」が“市民の歌”として作成された。ただし、福井市では「わたしのまち ときめきのまち」制定後も戦前から存在した「福井市歌」を公的な市歌として認定しており、1989年（平成元年）には福井市民合唱団が復活演奏を行っている。